# بارویل، ووژ
بارویل (به فرانسوی: Barville) یک کمون (فرانسه) در فرانسه است که در ووژ (فرانسه) واقع شده‌است. بارویل ۸٫۴۵ کیلومتر مربع مساحت دارد ۳۷۱ متر بالاتر از سطح دریا واقع شده‌است.